# Leipziger Lerche (Zeitschrift)
Leipziger Lerche ist eine im Rahmen eines Projektes der Fakultät Medien der Hochschule für Technik, Wirtschaft und Kultur Leipzig (HTWK) regelmäßig herausgegebene Zeitschrift für die Buch- und Verlagsbranche.
Das Projekt entstand 1994 im Studiengang Buchhandel/Verlagswirtschaft. Seitdem erscheint die Leipziger Lerche jeweils im Frühjahr zur Leipziger Buchmesse und im Herbst zur Frankfurter Buchmesse mit einer Auflage von rund 3000 Exemplaren, die gezielt in der Medienbranche kostenlos verteilt werden. Im Frühjahr 2014 ist die 40. Ausgabe erschienen.
Die Zeitschrift wird ausschließlich von Studierenden des Studiengangs Buchhandel/Verlagswirtschaft geplant, hergestellt und vertrieben. Dazu gehören auch Anzeigen- und Sponsorenakquise. Der Druck erfolgt in der Hausdruckerei der HTWK.
Die Leipziger Lerche ist heute eine vom Berufszweig akzeptierte und anerkannte Branchenzeitschrift. Bereits 1995 erhielt sie den „Bürgerpreis Medienstadt“ des Vereins Medienstadt Leipzig e. V. in der Kategorie Publizistik.